# Василівка (Зеленогірська селищна громада)
Васи́лівка — село Зеленогірської селищної громади у Подільському районі Одеської області. Населення становить 112 осіб.

## Історія
7 (20) листопада 1917 року, відповідно до Третього Універсалу Української Центральної Ради, увійшло до складу Української Народної Республіки.
Під час організованого радянською владою Голодомору 1932—1933 років померло щонайменше 4 жителі села.
Колишній орган місцевого самоуправління — Гвоздавська сільська рада.
12 червня 2020 року, відповідно до Розпорядження Кабінету Міністрів України від № 724-р «Про визначення адміністративних центрів та затвердження територій територіальних громад Одеської області», увійшло до складу Зеленогірської селищної громади.
19 липня 2020 року, в результаті адміністративно-територіальної реформи і ліквідації Любашівського району, село увійшло до складу новоутвореного Подільського району.

## Населення
Згідно з переписом УРСР 1989 року чисельність наявного населення села становила 124 особи, з яких 48 чоловіків та 76 жінок.
За переписом населення України 2001 року в селі мешкало 112 осіб.

### Мова
Розподіл населення за рідною мовою за даними перепису 2001 року:
| Мова       | Відсоток |
| ---------- | -------- |
| українська | 99,11 %  |
| російська  | 0,89 %   |